# Droga wojewódzka nr 485
Droga wojewódzka nr 485 (DW485) – droga wojewódzka o długości około 35 km, leżąca w całości na terenie powiatów pabianickiego i bełchatowskiego w województwie łódzkim. Trasa ta łączy Pabianice z Bełchatowem.

## Miejscowości leżące przy trasie DW485
- Pabianice (DK71[2], DW482)
- Jadwinin
- Pawlikowice (S8, DK12)
- Dłutów
- Wadlew (DW473)
- Drużbice
- Zawady (DK74)
- Bełchatów (DW476)[3][4]